# 32. (zagorska) divizija (NOVJ)
32. (zagorska) divizija je bila partizanska divizija, ki je delovala v sklopu NOV in POJ v Jugoslaviji med drugo svetovno vojno.

## Zgodovina
Divizija je bila ustanovljena 12. decembra 1943. Ob ustanovitvi je divizija imela dve brigadi ter 1.764 borcev.

## Sestava
December 1943
- Brigada »Brača Radić«
- brigada »Matija Gubec«

## Poveljstvo
Poveljniki
- Izidor Štrok

Politični komisarji
- Ivan Robić